# Raphael Schäfer
Pour les articles homonymes, voir Schäfer.
Raphael Schäfer est un footballeur allemand né le 30 janvier 1979 à Kędzierzyn-Koźle en Pologne.

## Palmarès
- FC Nuremberg
  - Vainqueur de la Coupe d'Allemagne en 2007.
  - Vainqueur de la 2. Liga en 2004.